# Atelopus chiriquiensis
Atelopus chiriquiensis is een uitgestorven klompvoetkikker uit de familie van de padden (Bufonidae). De soort werd voor het eerst wetenschappelijk beschreven door Benjamin Shreve in 1936. De soort kwam voor in de Midden-Amerikaanse landen Costa Rica en Panama. 

## Kenmerken
Er is een sterke variatie in kleur tussen verschillende exemplaren van Atelopus chiriquiensis. Mannelijke kikkers, 28 tot 34 mm groot, zijn vaak eenkleurig geel of roodbruin met eventueel een zwarte nettekening. Vrouwtjes worden 36 tot 49 mm groot en zijn over het algemeen oranje met zwarte strepen in de lengterichting. Atelopus chiriquiensis is dagactief. Mannelijke dieren leven langs stroompjes, terwijl de vrouwtjes buiten de paartijd in het bos te vinden zijn.

## Verspreiding
Atelopus chiriquiensis kwam van nature voor in de nevelwouden van de Cordillera de Talamanca op een hoogte van 1400 tot 2500 meter boven zeeniveau. De soort is onder meer bekend uit Internationaal park La Amistad en Nationaal park Chirripó. In Costa Rica was Atelopus chiriquiensis voorheen lokaal algemeen, maar sinds 1996 ondanks diverse zoekpogingen niet meer waargenomen. In Panama is de kikker sinds het einde van de jaren negentig eveneens niet meer gezien. Atelopus chiriquiensis is sinds 2019 door de IUCN als uitgestorven geclassificeerd. In een deel van het verspreidingsgebied kwam Atelopus chiriquiensis samen voor met de verwante harlekijnkikker.

### Verdwijnende populaties
Vanaf 1991 verrichtte de Amerikaanse biologe Karen Lips observationeel onderzoek bij Finca Jaguar in Zona Protectora Las Tablas in Coto Brus, gelegen op 1900 meter hoogte in het Costa Ricaanse deel van La Amistad. Atelopus chiriquiensis was aanvankelijk het algemeenste dagactieve amfibie. In 1992 werd de soort minder waargenomen en in 1993 nog slechts zeer weinig. In 1993 werden bij de Río Cotón meerdere dode en stervende amfibieën gevonden behorend tot tien soorten, waaronder Atelopus chiriquiensis. Bij microscopie werd een mogelijke epidermale parasiet gezien. Retrospectief bleek dit een uiting van de schimmelziekte chytridiomycose, die eind jaren negentig werd beschreven na massasterftes in westelijk Panama en Queensland.
Bij hernieuw veldonderzoek in 1994 en 1996 werd Atelopus chiriquiensis niet meer waargenomen, terwijl ook verschillende andere soorten sterk in aantal waren afgenomen. Soorten die zowel hun eieren in het water leggen als aquatische kikkervisjes hebben, zoals Atelopus chiriquiensis, bleken het sterkst aangedaan in tegenstelling tot soorten met een directe ontwikkeling of voortplanting in bromelia's. Beperktere observaties over de achteruitgang van Atelopus chiriquiensis werden gedaan in het gebied van Cerro Pando. Hier werden in 1994 dode dieren gevonden en diagnostisch onderzoek toonde bij het merendeel van de exemplaren chytridiomycose aan.